# Roberto Benigni
Roberto Benigni, Cavaliere di Gran Croce OMRI (Castiglion Fiorentino, 27 d'octubre de 1952), és un actor i director italià de cinema i televisió. Va guanyar un Oscar al millor actor l'any 1998.

## Biografia
Va aparèixer en diverses produccions italianes com El monstre o Johnny Palillo, normalment escrites, dirigides i protagonitzades per ell. La seva dona Nicoletta Braschi sol acompanyar-lo en els seus films, que li han donat una gran fama a Itàlia. És considerat com el millor actor còmic italià dels anys noranta. També ha participat en produccions franceses com Astèrix i Obèlix contra el Cèsar, on donava vida al mesquí però genial Detritus.
Benigni és conegut sobretot per La vida és bella (La Vita è bella), filmada a Arezzo, que narra la història d'un home que tracta de protegir el seu fill durant el seu internament en un camp de concentració nazi. Durant la seva estada, li presenta la vida diària com un joc amb una sèrie de regles a seguir per guanyar. La pel·lícula va obtenir l'Oscar al millor actor, a la millor pel·lícula estrangera i l'Oscar a la millor banda sonora.
La seva peculiar versió de Pinotxo va resultar un fracàs comercial a Itàlia, però la seva pel·lícula La tigre e la neve, ambientada a la guerra d'Iraq, va recollir nous èxits.
Benigni ha estat comparat amb actors còmics com Buster Keaton o Charles Chaplin pel seu caràcter humorístic.
Actualment es troba casat amb l'actriu italiana Nicoletta Braschi amb la qual va treballar en 8 pel·lícules diferents. A la pel·lícula La tigre e la neve, per exemple, són la parella protagonista.

## Filmografia
Les seves pel·lícules més destacades són:
| Any  | Pel·lícula                                           | Director                         | Funció                   |
| ---- | ---------------------------------------------------- | -------------------------------- | ------------------------ |
| 1977 | Berlinguer, t'estimo                                 | Giuseppe Bertolucci              | Actor                    |
| 1979 | La lluna                                             | Giuseppe Bertolucci              | Actor                    |
| 1979 | Chiara asilo                                         | Marco Ferreri                    | Actor                    |
| 1985 | Non ci resta che piangere                            | Roberto Benigni & Massimo Troisi | Actor Director           |
| 1986 | Sota el pes de la llei                               | Jim Jarmusch                     | Actor                    |
| 1988 | Sóc el petit diable                                  | Roberto Benigni                  | Actor Director Guionista |
| 1989 | La veu de la lluna                                   | Federico Fellini                 | Actor                    |
| 1991 | La nit a la Terra (Night on Earth)                   | Jim Jarmusch                     | Actor                    |
| 1991 | Johnny Escuradents                                   | Roberto Benigni                  | Actor Director           |
| 1993 | El fill de la Pantera Rosa (Son of the Pink Panther) | Blake Edwards                    | Actor                    |
| 1994 | El monstre                                           | Roberto Benigni                  | Actor Director           |
| 1997 | La vida és bella                                     | Roberto Benigni                  | Actor Director Guionista |
| 1999 | Astèrix i Obèlix contra el Cèsar                     | Claude Zidi                      | Actor                    |
| 2002 | Pinotxo (Pinocchio)                                  | Roberto Benigni                  | Actor Director           |
| 2004 | Coffee and Cigarettes                                | Jim Jarmusch                     | Actor                    |
| 2005 | El tigre i la neu (La tigre e la neve)               | Roberto Benigni                  | Actor Director Guionista |
| 2012 | A Roma amb amor                                      | Woody Allen                      | Actor                    |
| 2019 | Pinotxo (Pinocchio)                                  | Matteo Garrone                   | Actor                    |

## Premis i nominacions

### Premis Oscar
| Any  | Categoria                    | Pel·lícula       | Resultat  |
| ---- | ---------------------------- | ---------------- | --------- |
| 1998 | Millor director              | La vida és bella | Nominat   |
| 1998 | Millor actor                 | La vida és bella | Guanyador |
| 1998 | Millor guió original         | La vida és bella | Nominat   |
| 1998 | Millor pel·lícula estrangera | La vida és bella | Guanyador |

### Premis BAFTA
| Any  | Categoria                    | Pel·lícula       | Resultat  |
| ---- | ---------------------------- | ---------------- | --------- |
| 1998 | Millor actor                 | La vida és bella | Guanyador |
| 1998 | Millor guió original         | La vida és bella | Nominat   |
| 1998 | Millor pel·lícula estrangera | La vida és bella | Nominat   |

### Festival de Canes
| Any  | Categoria            | Pel·lícula       | Resultat  |
| ---- | -------------------- | ---------------- | --------- |
| 1998 | Gran Premi del Jurat | La vida és bella | Guanyador |
| 1998 | Palma d'Or           | La vida és bella | Nominat   |

### Premis César
| Any  | Categoria                               | Pel·lícula       | Resultat  |
| ---- | --------------------------------------- | ---------------- | --------- |
| 1999 | César a la millor pel·lícula estrangera | La vida és bella | Guanyador |
| 2008 | César d'honor                           |                  | Guanyador |

### Premis del Sindicat d'Actors
| Any  | Categoria    | Pel·lícula       | Resultat  |
| ---- | ------------ | ---------------- | --------- |
| 1998 | Millor actor | La vida és bella | Guanyador |